# Villebrumier
Villebrumier è un comune francese di 1 258 abitanti situato nel dipartimento del Tarn e Garonna nella regione dell'Occitania.

## Monumenti

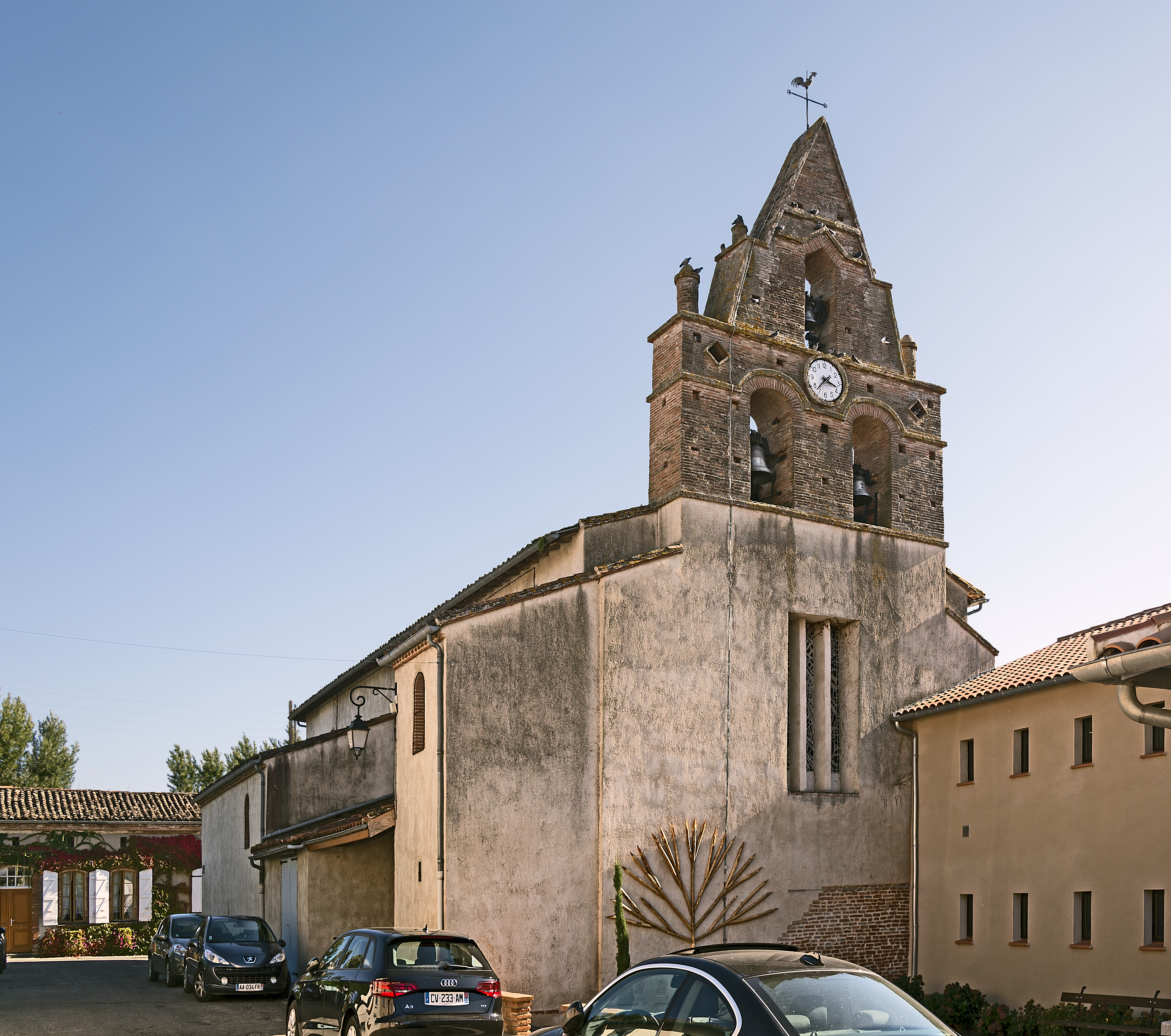
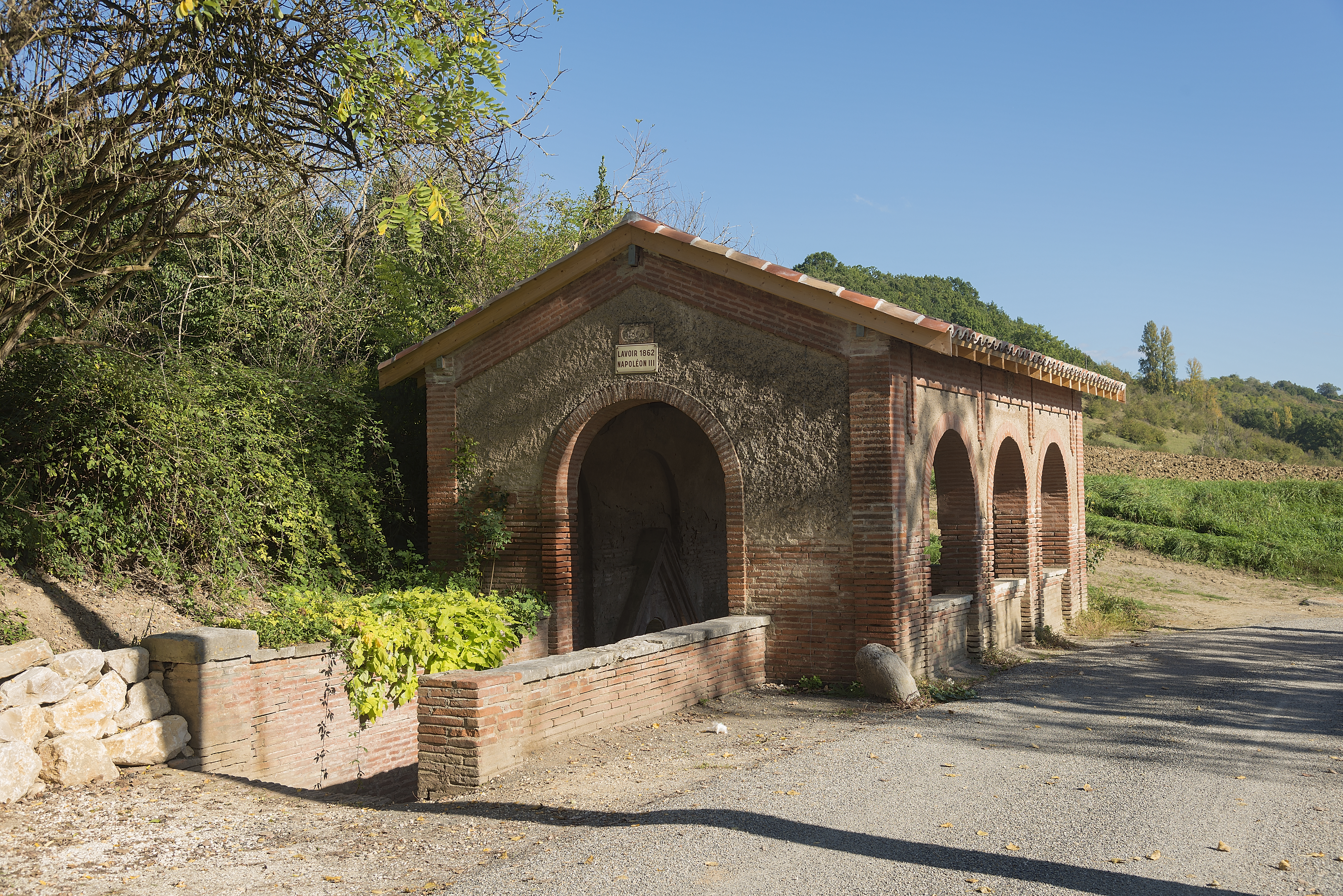
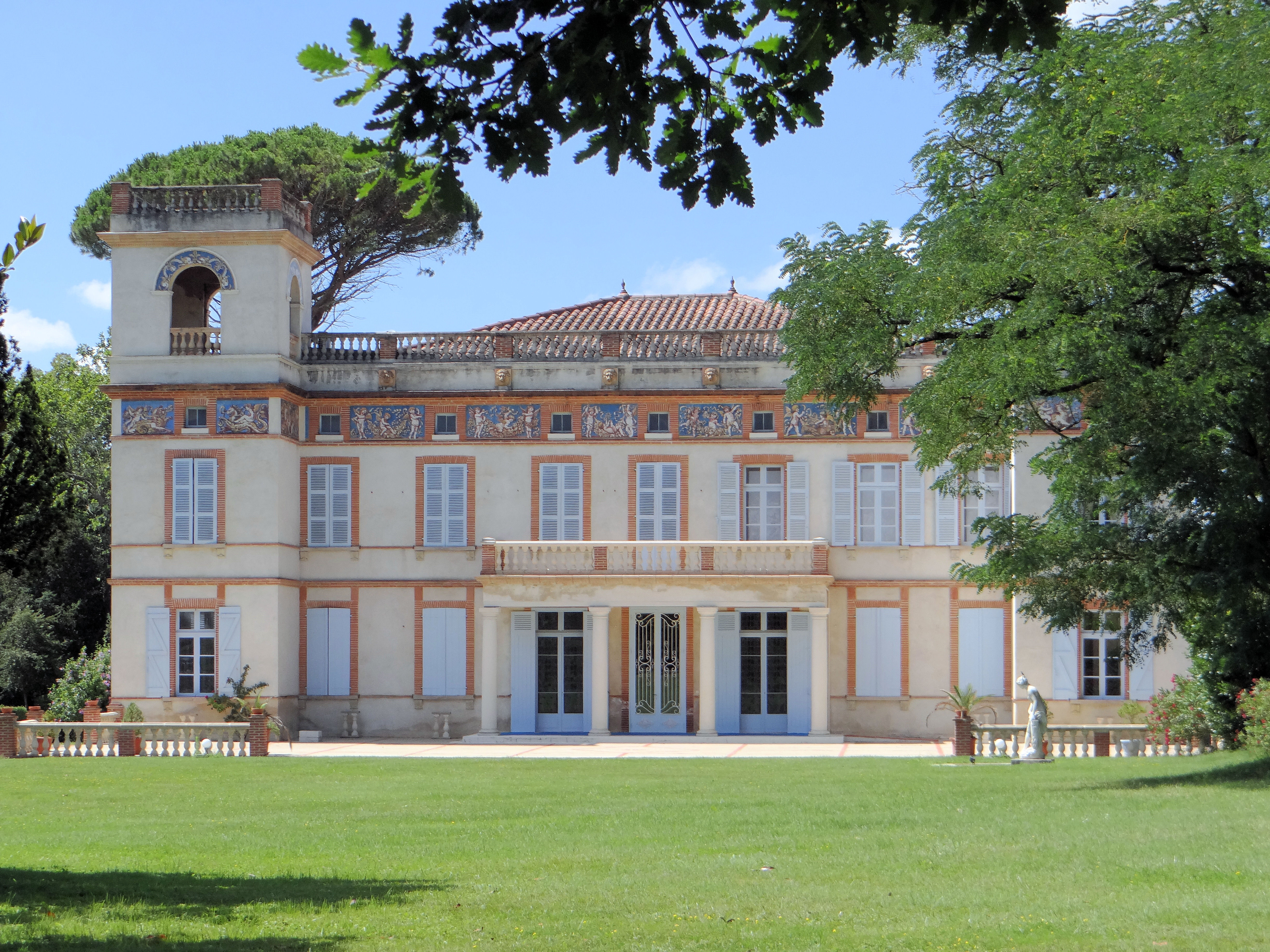

## Società

### Evoluzione demografica
Abitanti censiti